# Сибиу

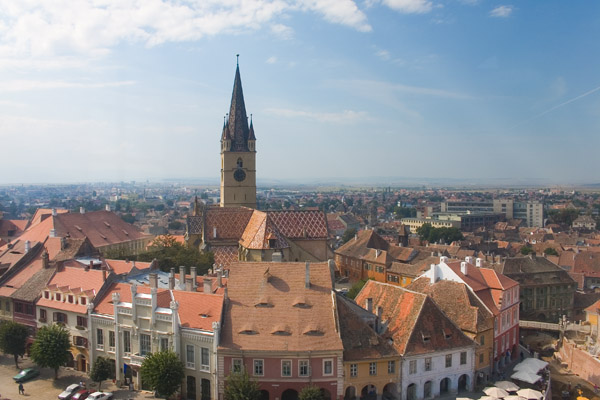
Сибиу

Сиби́у (рум. Sibiu [siˈbiw], Германштадт нем. Hermannstadt, Надьсебен венг. Nagyszeben, серб. Сибињ) — город в Румынии, в регионе Трансильвания, административный центр жудеца Сибиу.
Сибиу — один из важнейших культурных и религиозных центров Румынии, а также транспортный узел в центре страны. Являлся центром трансильванских саксонцев вплоть до Второй мировой войны.
В 2007 году (совместно с Люксембургом) город был выбран культурной столицей Европы.

## История
Впервые Сибиу упоминается в 1191 году в документах, изданных Римской курией при папе Целестине III.
В XIV веке город стал важным торговым центром.
После Первой мировой войны и распада Австро-Венгрии, Сибиу вошёл в состав Румынии, тем не менее большинство населения по-прежнему (до 1941 года) составляли немцы. С начала 1950-х и до начала 1990-х большая часть немцев эмигрировала в Германию.
В начале XXI века мэром города был Клаус Йоханнис, позже ставший президентом Румынии.

## Население
В 2011 году население города составляло 137,026 человек. Сибиу является 15-м по численности населения городом Румынии.
Этнический состав:
- румыны — 95,90 %
- венгры — 1,55 %
- немцы — 1,08 %

## Образование
- Университет «Лучиана Блага» в Сибиу

## Достопримечательности
Исторический центр Сибиу (с XII века) в 2004 году стал претендентом на включение в список объектов всемирного наследия ЮНЕСКО в Румынии.
- Нижний город
- Верхний город
- Собор Святой Марии — лютеранский
- Свято-Троицкий кафедральный собор — православный

## Города-побратимы
Сибиу является городом-побратимом следующих городов:
- Клагенфурт, Австрия (1990)
- Валенсия, Венесуэла (1993)
- Колумбия, США (1994)
- Уиррал, Великобритания (1994)
- Бауру, Бразилия (1995)
- Мехелен, Бельгия (1996)
- Ренн, Франция (1999)
- Ландсхут, Германия (2002)
- Марбург, Германия (2005)
- Девентер, Нидерланды (2007)
- Такаяма, Япония (2009)